# Urgentiste
Un urgentiste (ou urgentologue ou médecin d'urgence au Canada) est un médecin spécialisé en médecine d'urgence. La médecine de catastrophe est une sous-spécialité de la médecine d'urgence.

## Rôles et missions
Il s'agit d'une personne qui assure la permanence des soins et qui traite les personnes blessées ou atteintes de souffrances aiguës au service des urgences d'un hôpital. Elle s'occupe, entre autres, d'évaluer les cas, d'établir l'ordre d'urgence, d'émettre rapidement des diagnostics et de prodiguer les soins appropriés. Elle veille à intervenir le plus efficacement possible afin d'assurer un soulagement aux personnes souffrantes et, dans la mesure du possible, de sauver les personnes qui arrivent aux urgences dans un état critique. 
Instruments principalement utilisés
Stéthoscope, sphygmomanomètre, ophtalmoscope, otoscope, instruments chirurgicaux, table d'examen, pansements, seringues, défibrillateur, ventilateur, matériel de réanimation, laryngoscope, plâtres.

## Salaires
Au Québec le salaire moyen est de 336 000$ (2020) par année. Le salaire maximum payé en 2020 est de 515 000$. 
En France de 45 000  à   130 000 € /année.

## Formation

### France
Pour devenir médecin urgentiste en France, il faut d'abord faire 6 années à la faculté de médecine, puis passer le concours de l'Examen Classant National (ECN) et choisir la spécialité de Médecine d'Urgence.
Commence alors l'internat de spécialité en Diplôme d'Etude Spécialisé de Médecine d'Urgence comportant (DESMU) une formation polyvalente en soins d'urgences, régulation médicale, urgences extra-hospitalières, réanimation, et urgences pédiatriques.
Après 10 ans de formation, le praticien formé peut exercer au SAMU-SMUR et/ou dans les services d'urgences.

### Québec
Le parcours typique d'un futur médecin d'urgence au Québec débute avec l'obtention d'un diplôme d'études collégiales en sciences de la nature. Celui-ci est obtenu d'une institution collégiale publique ou privée au Québec.
Par la suite, l'étudiant doit être admis dans un programme de Doctorat en médecine (M.D.) dans une université canadienne. S'il ne parvient pas à être convoqué aux entrevues de sélection ou à être admis, il peut débuter une formation universitaire dans un programme connexe à la médecine, comme la physiothérapie, l'ergothérapie ou la pharmacie. Après une année d'études universitaires, le candidat pourra appliquer à nouveau au programme de médecine. S'il est alors admis, il pourra se voir créditer l'année préparatoire aux études médicales, qui est normalement exigée pour les étudiants arrivant du CÉGEP. L'Université de Sherbrooke est la seule faculté de médecine québécoise qui offre un programme d'une durée de quatre ans tant aux finissants cégépiens qu'aux universitaires. L'Université Laval offre un programme d'une durée de quatre à cinq ans. Le programme est exempt d'année préparatoire, mais les étudiants ont l'option d'étaler leurs études pré-cliniques sur 2 ans, 2,5 ans ou 3 ans, avant d'effectuer l'externat. L'Université de Montréal offre un programme de Doctorat en médecine d'une durée de quatre ans, en plus d'une année préparatoire pour les finissants cégepiens. L'Université McGill, quant à elle, offre un programme anglophone de Doctorat en médecine et maitrise en chirurgie (M.D., C.M.) d'une durée de quatre ans, en plus d'une année préparatoire pour les finissants cégepiens.
À la suite de l'obtention du doctorat en médecine, l'étudiant doit compléter un programme de résidence. Pour la pratique de la médecine d'urgence au Canada, plusieurs options sont offertes. La résidence en médecine d'urgence spécialisée, d'une durée de cinq ans, peut être entreprises dans le but de travailler dans les grands centres urbains. Pour une pratique plus en région, la résidence en médecine familiale, d'une durée de deux ans, est suffisante. De plus, les médecins de famille peuvent optionnellement compléter une formation complémentaire avancée en médecine d'urgence, d'une durée de un an. Finalement, les médecins de famille qui œuvrant dans un département d'urgence peuvent obtenir une certification avancée en médecine d'urgence auprès du Collège des médecins de famille du Canada après cinq ans de pratique à temps plein.

### Autres pays
Belgique: 6 ans d'étude de médecine à l'université puis 3 ou 6 ans de spécialité (SMA = spécialiste en médecine aiguë (3ans), SMU = spécialiste en médecine d'urgence (6 ans))